# Iván López (honduraski piłkarz)
Iván Edgardo „Chino” López Cano (ur. 5 października 1990 w San Pedro Sula) – honduraski piłkarz występujący na pozycji napastnika, reprezentant Hondurasu, od 2021 roku zawodnik Motagui.